# Montmirail (Sarthe)
Montmirail és un municipi francès situat al departament del Sarthe i a la regió de País del Loira. L'any 2007 tenia 418 habitants.

## Demografia

### Població
El 2007 la població de fet de Montmirail era de 418 persones. Hi havia 179 famílies de les quals 69 eren unipersonals (41 homes vivint sols i 28 dones vivint soles), 61 parelles sense fills, 41 parelles amb fills i 8 famílies monoparentals amb fills.
La població ha evolucionat segons el següent gràfic:
Habitants censats

### Habitatges
El 2007 hi havia 231 habitatges, 178 eren l'habitatge principal de la família, 28 eren segones residències i 24 estaven desocupats. 202 eren cases i 24 eren apartaments. Dels 178 habitatges principals, 116 estaven ocupats pels seus propietaris, 53 estaven llogats i ocupats pels llogaters i 10 estaven cedits a títol gratuït; 3 tenien una cambra, 15 en tenien dues, 42 en tenien tres, 48 en tenien quatre i 71 en tenien cinc o més. 118 habitatges disposaven pel capbaix d'una plaça de pàrquing. A 91 habitatges hi havia un automòbil i a 64 n'hi havia dos o més.

### Piràmide de població
La piràmide de població per edats i sexe el 2009 era:
| Homes | Edats   | Dones |
| ----- | ------- | ----- |
| 4     | 95 o +  | 12    |
| 0     | 90 a 94 | 16    |
| 0     | 85 a 89 | 20    |
| 24    | 80 a 84 | 16    |
| 24    | 75 a 79 | 16    |
| 4     | 70 a 74 | 12    |
| 4     | 65 a 69 | 8     |
| 8     | 60 a 64 | 12    |
| 8     | 55 a 59 | 4     |
| 20    | 50 a 54 | 4     |
| 24    | 45 a 49 | 12    |
| 12    | 40 a 44 | 24    |
| 20    | 35 a 39 | 8     |
| 16    | 30 a 34 | 12    |
| 4     | 25 a 29 | 12    |
| 8     | 20 a 24 | 20    |
| 4     | 15 a 19 | 12    |
| 4     | 10 a 14 | 20    |
| 16    | 5 a 9   | 4     |
| 12    | 0 a 4   | 8     |

## Economia
El 2007 la població en edat de treballar era de 210 persones, 162 eren actives i 48 eren inactives. De les 162 persones actives 152 estaven ocupades (84 homes i 68 dones) i 10 estaven aturades (6 homes i 4 dones). De les 48 persones inactives 20 estaven jubilades, 14 estaven estudiant i 14 estaven classificades com a «altres inactius».

### Ingressos
El 2009 a Montmirail hi havia 172 unitats fiscals que integraven 359 persones, la mediana anual d'ingressos fiscals per persona era de 17.116 €.

### Activitats econòmiques
Dels 35 establiments que hi havia el 2007, 3 eren d'empreses extractives, 1 d'una empresa alimentària, 2 d'empreses de fabricació d'altres productes industrials, 2 d'empreses de construcció, 8 d'empreses de comerç i reparació d'automòbils, 1 d'una empresa de transport, 5 d'empreses d'hostatgeria i restauració, 4 d'empreses financeres, 3 d'empreses de serveis, 4 d'entitats de l'administració pública i 2 d'empreses classificades com a «altres activitats de serveis».
Dels 9 establiments de servei als particulars que hi havia el 2009, 1 era una gendarmeria, 4 oficines bancàries, 1 taller de reparació d'automòbils i de material agrícola, 1 lampisteria, 1 perruqueria i 1 restaurant.
Dels 3 establiments comercials que hi havia el 2009, 1 era una botiga de més de 120 m², 1 una fleca i 1 un drogueria.
L'any 2000 a Montmirail hi havia 12 explotacions agrícoles que ocupaven un total de 765 hectàrees.

## Equipaments sanitaris i escolars
El 2009 hi havia 1 farmàcia i 1 ambulància.
El 2009 hi havia una escola elemental integrada dins d'un grup escolar amb les comunes properes formant una escola dispersa.

## Poblacions més properes
El següent diagrama mostra les poblacions més properes.